# Jean-Claude Camors (compositeur)
Cet article concerne le musicien français. Pour le résistant français, voir Jean-Claude Camors. Pour d'autres homonymes, voir Camors.
Jean-Claude Camors, né à Étampes en 1953,  est un compositeur, musicien et comédien français. 

## Biographie
Jean-Claude Camors fait ses débuts en 1980 en fréquentant les studios de danse, il accompagne des cours et anime des stages avec de nombreux chorégraphes en France et à l'étranger, dont Peter Goss, Gigi Caciuleanu, Anne-Marie Reynaud, Carolyn Carlson…
Cette période fait naître en lui le goût pour la musique écrite et improvisée ainsi que la composition pour des musiques de scène. Il rencontre des musiciens comme Armand Amar et René Aubry.
Avec le guitariste Didier Large et le flûtiste Denis Barbier, il crée le groupe LBC Trio et un disque, Baobab.
Il a notamment travaillé pour le ballet et le théâtre
Le Quatuor:
Le Quatuor, est un groupe mythique du spectacle d'humour musicaldont Jean-Claude Camors est le  1er violon de 1989 à 2015. Il y crée cinq spectacles, mis en scène par Alain Sachs et produits par Polyfolies.
Récompenses: trois Molières, une Victoire de la musique,,,,. Prix de la SACEM en 2015

## Distinctions
- Chevalier de l'ordre des Arts et des Lettres (2004).

## Œuvres
Jean-Claude Camors participe à plusieurs spectacles.

### Pour le ballet
- la compagnie l’Orme Orange
- la compagnie Nomade
- la Compagnie Cécile Louvel
- la Compagnie Anne Dreyfus
- la Laura Glenn Dance Compagnie
- Françoise et Dominique Dupuy
- Valentine Vuilleumier
- Josette Baïz
- Françoise Gannat
- Mathilde Monnier

### Pour le théâtre
- 1998 : Pourquoi la nuit est elle noire de Micheline Uzan
- 1999 : Rêver peut-être de Jean-Claude Grumberg, Théâtre du Rond-Point (Grand Prix de la critique « meilleure création théâtrale en langue française », six nominations aux Molières), mise en scène Jean-Michel Ribes
- 1999 : Tedy de Jean-Louis Bourdon, Théâtre de Poche Montparnasse mise en scène Jean-Michel Ribes
- 1999 : Les Nouvelles Brèves de comptoir de Jean-Marie Gourio, Théâtre Fontaine mise en scène Jean-Michel Ribes
- 2000 : Amorphe d'Ottenburg de Jean-Claude Grumberg, Comédie-Française mise en scène Jean-Michel Ribes
- 2001 : Théâtre sans animaux, Molière 2001mise en scène Jean-Michel Ribes
- 2002 : L'Enfant do de Jean-Claude Grumberg mise en scène Jean-Michel Ribes
- 2002 : Le Complexe de Thénardier de José Pliya mise en scène Jean-Michel Ribes
- 2003 : La Priapée des écrevisses de Christian Siméon, la Pépinière-Opéra mise en scène Jean-Michel Ribes
- 2003 : Jasper chez une dame de Christian Pereira mise en scène Jean-Michel Ribes
- 2003 : L'amour est enfant de salaud d'Alan Ayckbourn mise en scène José Paul
- 2004 : Le Jardin aux betteraves de Roland Dubillard mise en scène Jean-Michel Ribes
- 2004 : Futur conditionnel de Xavier Daugreilh mise en scène Nicolas Briançon
- 2004 : Création musicale pour l'inauguration des galeries Layayette Maison
- 2005 : Antigone de Jean Anouilh, mise en scène Nicolas Briançon
- 2006 : Musée haut, musée bas mise en scène Jean-Michel Ribes
- 2006 : L'entente cordiale long métrage réalisé par Vincent de Brus
- 2007 :Théâtre du Rond-Point, dans le cadre Le rire de résistance, Jean-Claude Camors écrit et joue et met en scène: Décompositions ou la Musique sans OGM
- 2008 : Clérambard de Marcel Aymé, mise en scène Nicolas Briançon
- 2009 : La Nuit des rois de William Shakespeare, mise en scène Nicolas Briançon
- 2009 : Oliver Twist, pièce chorégraphique de Josette Baïz, dansé par le Groupe Grenade. Création en novembre 2009 au Grand Théâtre de Provence, Aix-en-Provence.
- 2009 : Le Mec de la tombe d'à côté de Katarina Mazetti, mise en scène de Panchika Velez. Création au Petit Théâtre Saint-Martin, Paris.
- 2011 : Personne n'est parfait de Simon Williams, mise en scène Alain Sachs.
- 2012 : La Fiancée de Zorro mise en scène et Musique: Jean-Claude Camors.
- 2012 :  Co-auteur avec Alain Sachs de Danseurs de cordes, dernier spectacle du Quatuor.
- 2012 : Rendez-vous au Grand Café de Daniel Glattauer, avec Olivier Marchal et Catherine Marchal mise en scène Hervé Dubourjal et Alain Canas
- 2013 :  Natacha Nuits et Nuits de Princes  Direction artistique. Groupe musical avec Natacha Fialkovsky
- 2014 :  Co-directeur artistique du groupe musical pop-rock "UNITY"
- 2015 :  Le rôle de Dany dans BOX3 Web série de Mathieu Grofaugel et Antoine Guiraud
- 2016 :  Participation à la "carte blanche" de la comédienne Annie Grégorio
- 2016 :  Composition pour le ballet "Miroirs". Chorégraphie de Clarence Mugnier-Kopitsko Création Avril 2016
- 2016 :  Evènementiel avec l'artiste peintre : Cécile Martin, pour sa "création plastique" Land Art
- 2016 :  Ecriture du spectacle musical: "Le mur du son", création Juin 2016, avec l'Orchestre de Rungis (OTR)

Directeur artistique de l'association Artscènes Boussac dirigée par (Christiane Hamiwka). 
- 2018 :  Ecriture et création au théâtre du Ranelagh de la pièce: "L'étagère Duo" , avec Sandrine Seubille, collaboration artistique Jean-Philippe Daguerre.
- 2023: Musique pour: « les brèves de comptoir tournée générale » mise en scène Jean-Michel Ribes - Théâtre de l’Atelier.

## Pour le cinéma
- 1996 : Comédien musicien "La belle verte" un film de Coline Serreau.
- 2006 : L'entente cordiale long métrage réalisé par Vincent de Brus
- 2010 : Comédien, et musicien dans Gainsbourg, vie héroïque un film de Joann Sfar. Le Quatuor incarne "Les frères Jacques".

## Discographie
- L.B.C. Trio - Baobab
- Strates (1988 - LP autoproduit - ref: LZ 479) Jean-Claude Camors au violon, à la voix et aux claviers, accompagné de Denis Barbier au saxophone alto et de Armand Amar aux percussions
- Danseur de cordes[2],[3],[6],[4],[5].
- Théâtre sans animaux
- Cinabre
- Cinabre 2